# Internet Printing Protocol
Internet Printing Protocol (IPP) è un protocollo Internet per la comunicazione tra computer e stampanti (o print server). L'IPP è una tecnologia che consente di inviare comandi di stampa tramite rete (un IP della rete locale o un comune IP internet). Permette ai programmi di inviare uno o più print job alla stampante o al print server e di avere alcune funzioni di amministrazione come visualizzare lo stato di una stampante, la lista dei print job, o annullare singole stampe in coda. L'eventuale print server può anche essere un host remoto (un comune web server acquisito come servizio).
Come tutti i protocolli basati su IP, IPP può essere eseguito localmente o attraverso Internet. Al contrario di altri protocolli di stampa, IPP supporta anche controllo di accessi, autenticazione e crittografia, rendendolo un meccanismo di stampa molto più sicuro e ricco dei precedenti.
La comodità è tangibile perché non richiede installazioni complicate basate su driver specifici di periferica (solo quello generico IPP ad esempio Microsoft IPP Class Driver se si utilizza Windows) e, se si sfrutta la rete WIFI, non occorrono cavi. Ovviamente, la situazione classica è la stampante aziendale condivisa.
La porta TCP standard del protocollo IPP è la 631.